# Pârnești, Arad
Pârnești este un sat în comuna Săvârșin din județul Arad, la limita între regiunile istorice Banat și Crișana, România.

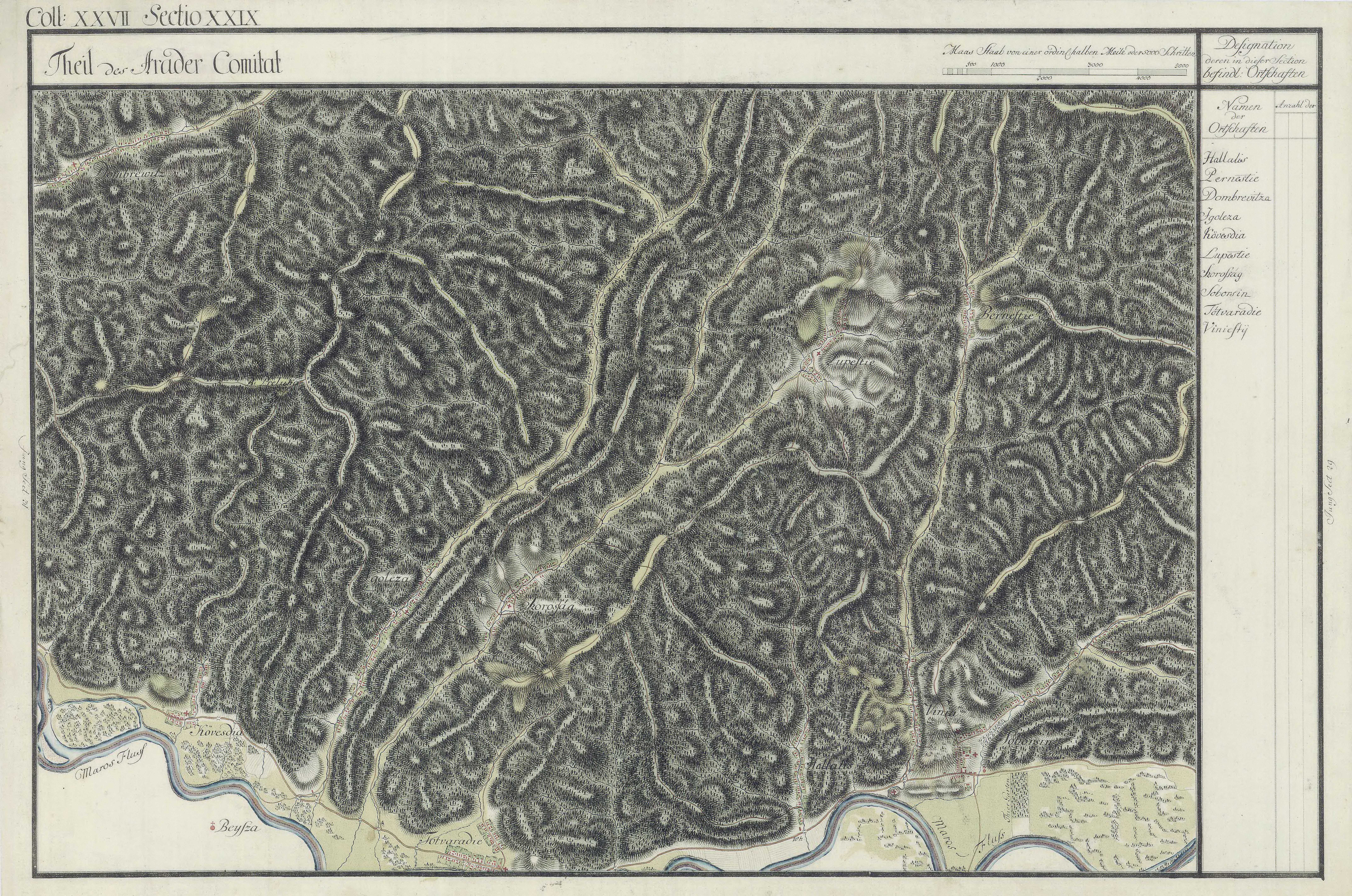
Pârnești în Harta Iosefină a Comitatului Arad